# Diocese de Matamoros-Reynosa
A Diocese de Matamoros-Reynosa (em latim: Dioecesis Matamorensis) é uma diocese da Igreja Católica localizada no município de Matamoros, no estado de Tamaulipas, pertencente à Arquidiocese de Monterrey no México. Foi fundada em 16 de fevereiro de 1958 pelo Papa  Pio XI. Com uma população católica de 1 277 000 habitantes, sendo 83,0% da população total, possui 75 paróquias com dados de 2021.

## História
Em 16 de fevereiro de 1958 o Papa Pio XII cria a Diocese de Matamoros através do território da Diocese de Ciudad Victoria-Tamaulipas. Em 1964 a Diocese de Matamoros e a Diocese de Tampico perdem território para a formação da Diocese de Ciudad Victoria. Em 1989 a diocese perde novamente território, dessa vez para a formação da Diocese de Nuevo Laredo.
Em 22 de julho de 2024, tem seu nome alterado para Diocese de Matamoros-Reynosa, com a elevação da Igreja Nuestra Señora de Guadalupe de Reynosa a co-catedral.

## Lista de bispos
A seguir uma lista de bispos desde a criação da diocese em 1958.
|                                                   | Nome                            | Período                     | Notas                            |
| Bispos de Matamoros-Reynosa                       | Bispos de Matamoros-Reynosa     | Bispos de Matamoros-Reynosa | Bispos de Matamoros-Reynosa      |
| ------------------------------------------------- | ------------------------------- | --------------------------- | -------------------------------- |
| 1.º                                               | Eugenio Andrés Lira Rugarcía    | 2024 -                      |                                  |
| Bispos de Matamoros                               |                                 |                             |                                  |
| 6.º                                               | Eugenio Andrés Lira Rugarcía    | 2016 - 2024                 |                                  |
| 5.º                                               | Ruy Rendón Leal                 | 2011 - 2016                 | Nomeado arcebispo de Hermosillo  |
| 4.º                                               | Faustino Armendáriz Jiménez     | 2004 - 2011                 | Nomeado bispo de Querétaro       |
| 3.º                                               | Francisco Javier Chavolla Ramos | 1992 - 2004                 | Nomeado bispo de Toluca          |
| 2.º                                               | Sabás Magaña García             | 1969 - 1990                 | Faleceu no cargo                 |
| 1.º                                               | Estanislao Alcaraz y Figueroa   | 1959 - 1968                 | Nomeado bispo de San Luis Potosí |
| Outros padres dessa diocese que se tonaram bispos |                                 |                             |                                  |
| 1.º                                               | Margarito Salazar Cárdenas      | 2018                        | Nomeado bispo de Matehuala       |